# Antidesma pulvinatum
Antidesma pulvinatum är en emblikaväxtart som beskrevs av Wilhelm B. Hillebrand. Antidesma pulvinatum ingår i släktet Antidesma och familjen emblikaväxter.
Artens utbredningsområde är Hawaii. Inga underarter finns listade i Catalogue of Life.

## Bildgalleri

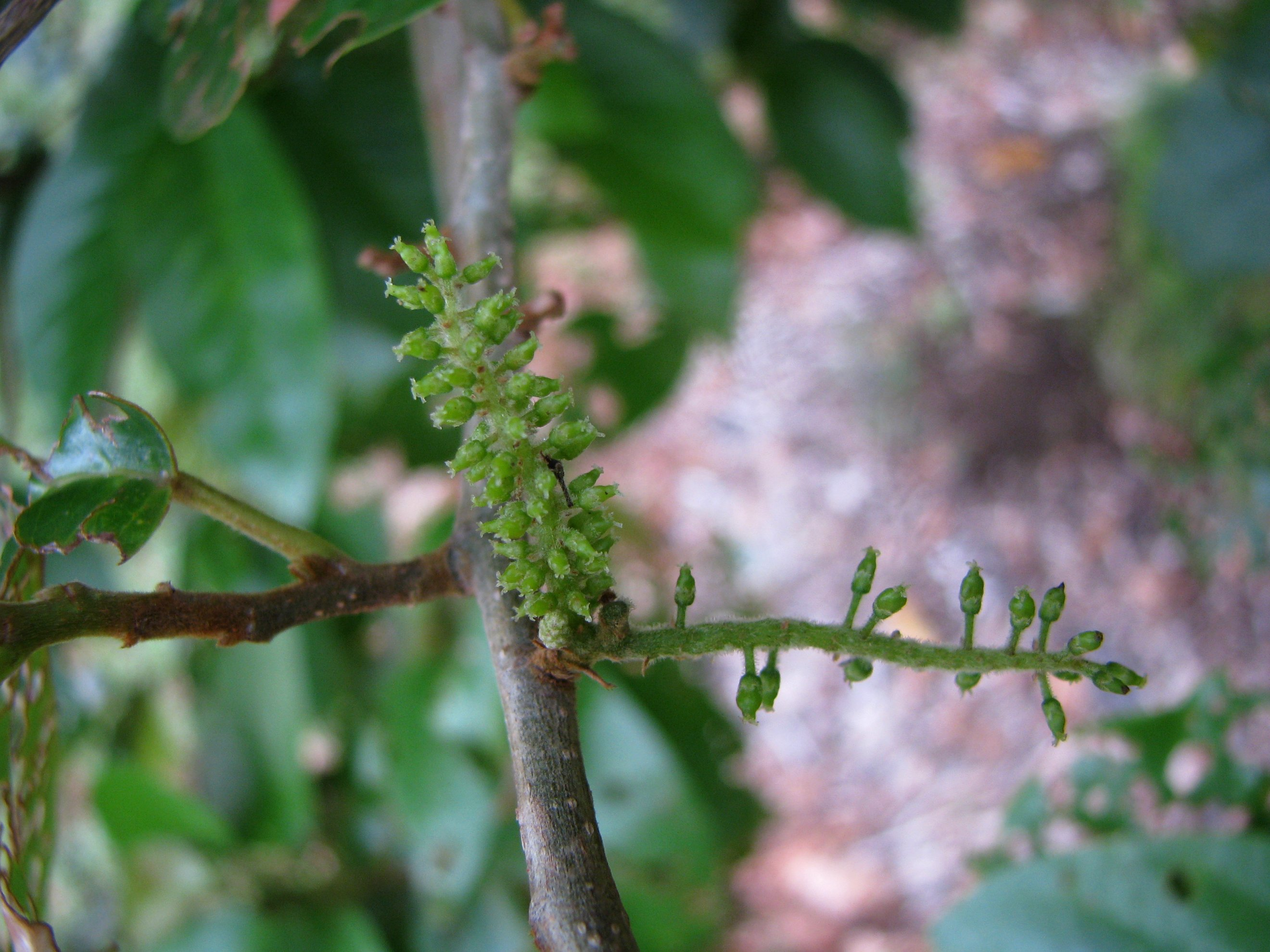
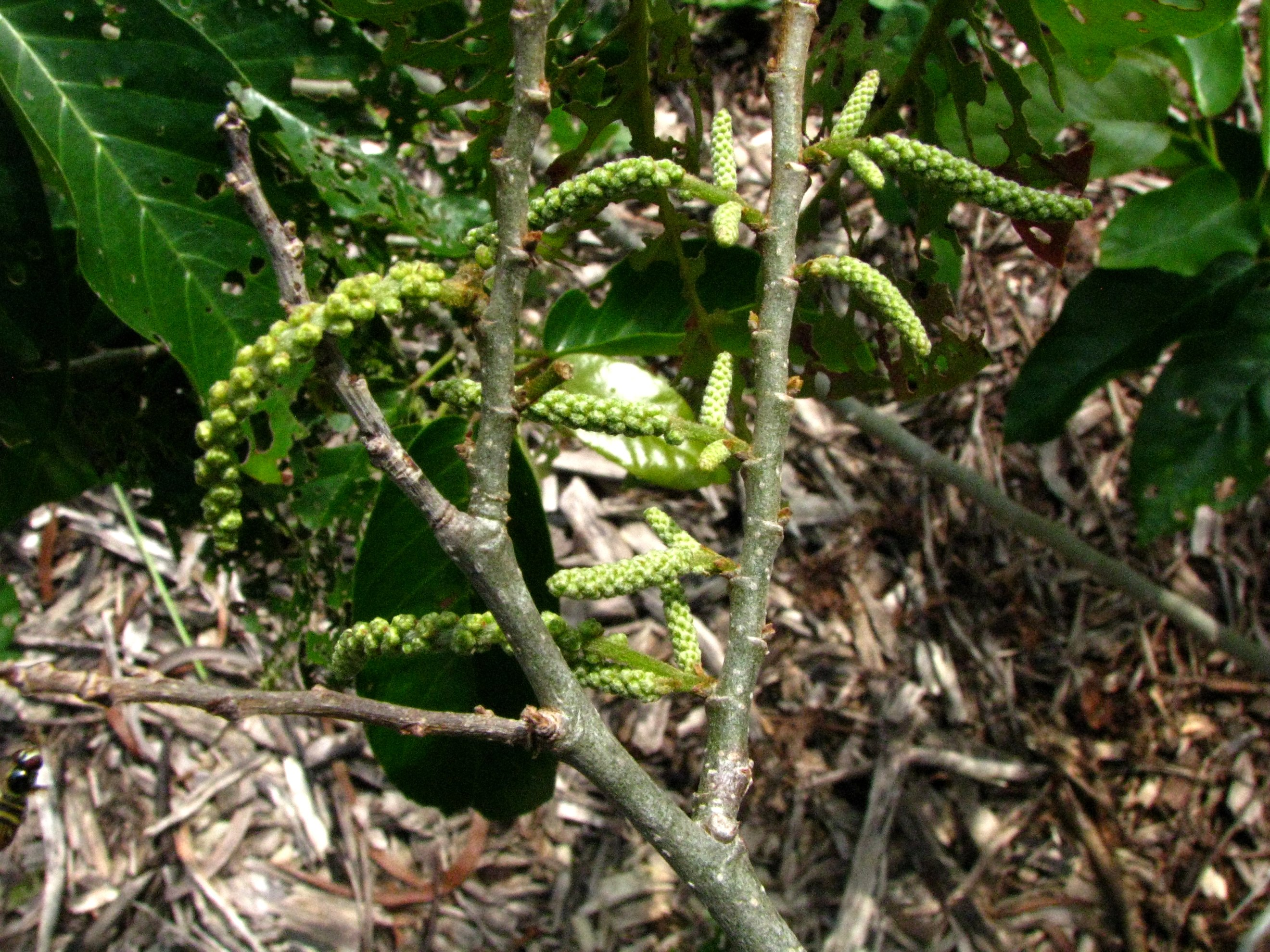
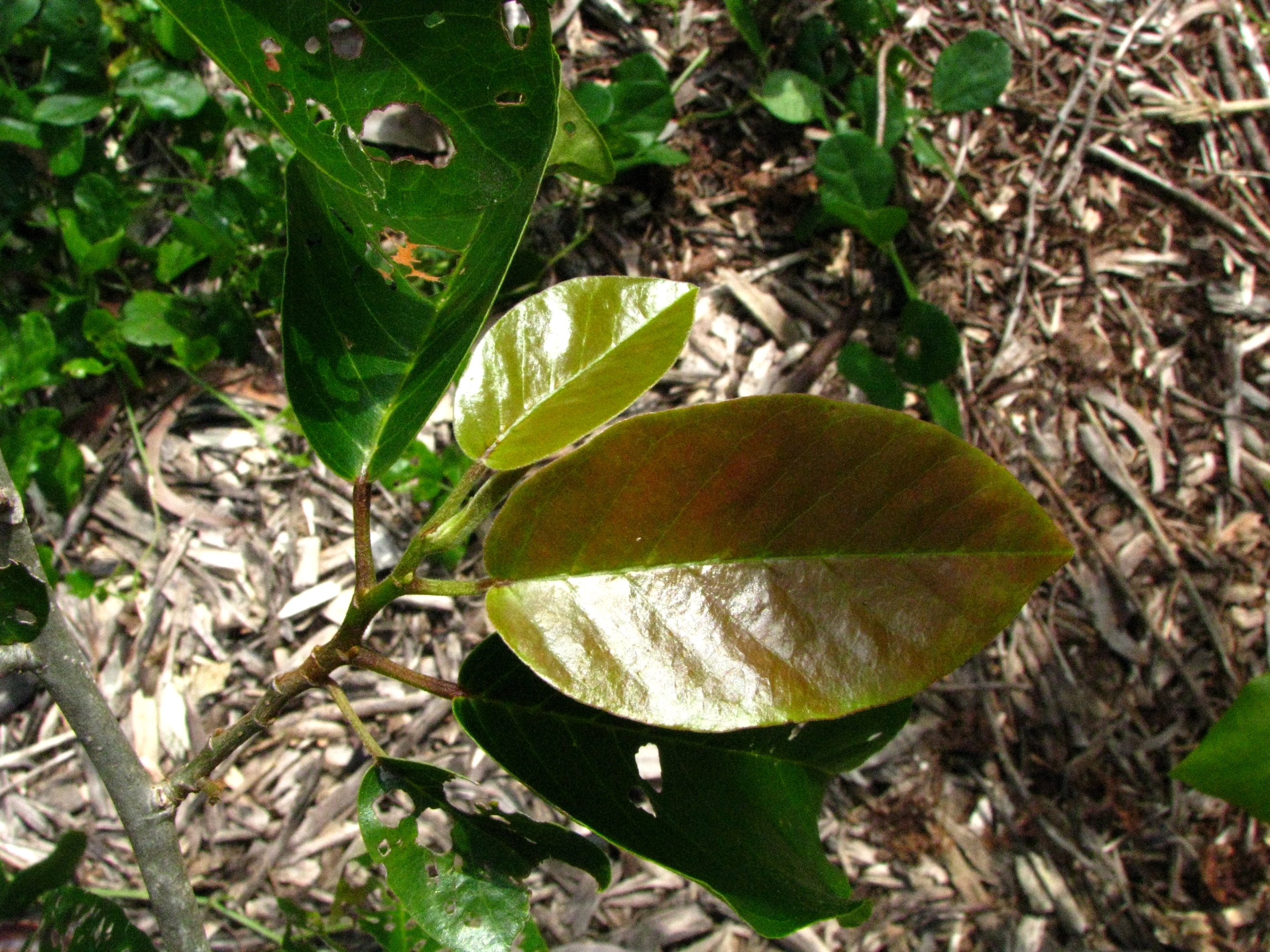
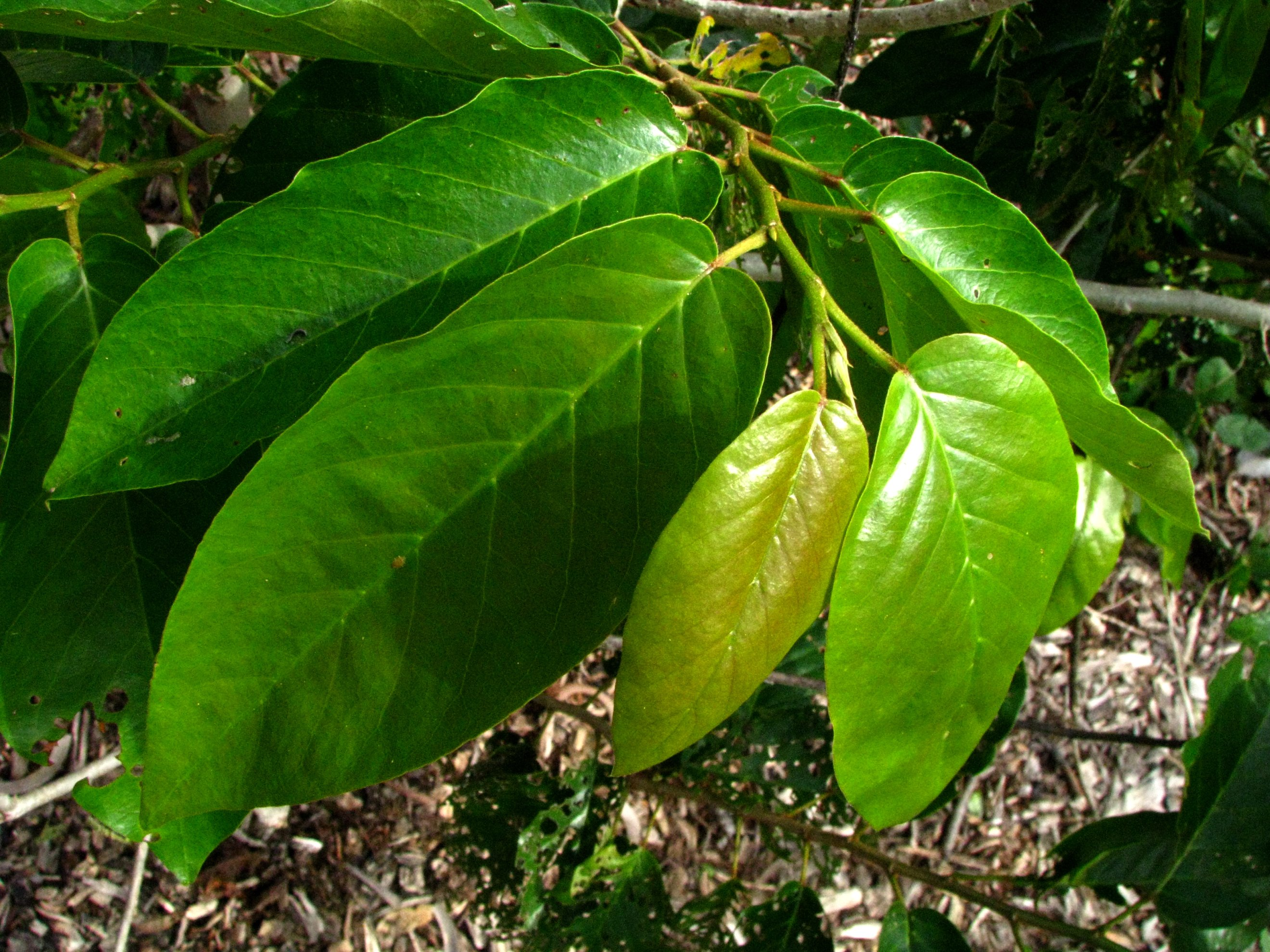